# 기욤 파렐
기욤 파렐(프랑스어: Guillaume Farel; 지역 방언: Fareau)은 종교개혁가로 1489년에 도피네(Dauphiné) 지방 가프(Gap) 근처에 있는 레 파로(Les Fareaux)에서 태어나서 1565년 9월 13일 스위스 뇌샤텔(Neuchatel)에서 죽었다. 프로테스탄트 종교개혁 운동의 선구자 중 한 사람이며 종교개혁 사상이 불어권 스위스 즉 로망드 스위스 지역에서 확산되는 데에 중요한 역할을 하였다. 특별히 장 칼뱅 (프랑스어: Jean Calvin)을 강하게 설득하여 주네브 (프랑스어: Genève)에서 종교개혁 활동을 하게 한 것으로 알려져 있다.

## 생애와 활동

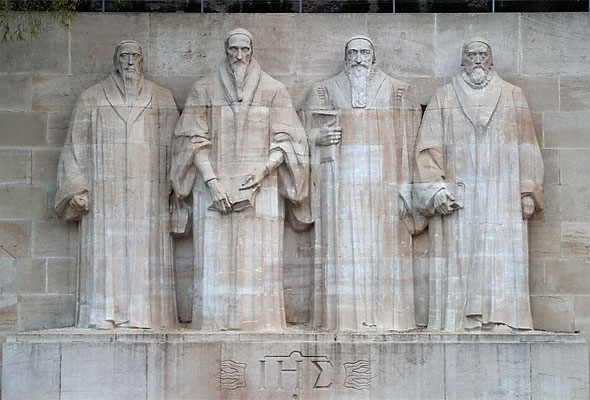
왼편으로부터 파렐, 칼뱅, 베즈, 녹스 (주네브 바스티옹 공원에 있는 '개혁자들의 벽')

### 파리에서의 수학
부유한 귀족 가문의 아들로 1489년 갑(Gap)에서 태어났다. 파렐은 언어와 과학에 특별한 두각을 보여서 부모는 공부를 위하여 20세에 파리대학에 보냈다. 그곳에서 자크 르페브르(Jaques Lefèvre)와 제라르 루피(Gérard Ruffi)에게 수학했고 르무안(Le Moine) 추기경 대학에서 일찍부터 강의했다. 이후 종교개혁에 눈을 떠 파리의회에 종교개혁을 통고하고 모(Meaux)로 은신해 그곳 주교 기욤 브리소네(Guillaume Briçonnet)의 도움을 받아 모 동아리(Cénacle de Meaux)의 일원이 되어 처음으로 개혁신앙을 전파한다. 이 모임은 1519년부터 1525년 사이에 개혁적 시도를 시작한 모 주교 기욤 브리소네에 의해 결성된 것이다. 하지만 브리소네 주교가 가톨릭의 핍박으로 개혁신앙을 철회하면서 기욤 파렐은 그곳을 떠나 종교개혁을 위해 스위스로 넘어가 그곳 종교개혁가들을 만나 본격적인 활동을 시작한다. 취리히에서 울리히 츠빙글리(Ulrich Zwingli), 베른의 베르히톨드 할러(Berchtold Haller), 바젤의 요하네스 오이콜람파디우스(Oecolampadius, Johannes Husschin)가 파렐을 맞아주었다.

### 주요 활동
개혁적 시도가 소르본에 의해 금지를 당한 이후에 파렐은 도피네(프랑스어: Dauphiné) 지방과 스위스에서 열정적인 설교를 행하였다. 바젤에서는 당시 진행되고 있던 종교개혁에 반감을 가진 에라스무스의 반대로 1524년에 추방당하기도 하였고, 몽벨리아르 영주의 초청을 받아서 설교하였으며, 마르틴 부서가 있는 스트라스부르에도 갔다. 또한 로망드 스위스 지역의 에글(Aigle)와 로잔(프랑스어: Lausanne), 오르브(Orbe), 그랑송(Grandson), 이베르동(Yverdon), 뇌샤텔(Neuchatel), 주네브(Genève) 등을 방문하였다. 뇌샤텔은 그의 강한 영향으로 1530년 10월 23일에 종교개혁으로 전향하였으며, 1531년 6월15일에는 발랑장(Valengin)이 종교개혁을 받아들였다. 오르브에서 파렐은 로마카톨릭의 개혁신앙 박해를 피하여 파리로부터 고향으로 돌아와 있던 젊은 피에르 비레(Pierre Viret)를 격려하여 종교개혁자로서의 활동을 시작하도록 하였다.
파렐은 1532년부터 1536년까지 주네브에서 설교자로 활동하였다. 1534년에는 주네브에 들른 장 칼뱅을 강권하여 그 도시에 머물도록 하였고, 그와 함께 개혁을 추진하였다. 1536년 5월에 드디어 주네브시는 공식적으로 종교개혁을 채택하였다. 1536년 11월 1일에는 당시 보(Vaud) 칸톤 일대를 점령한 베른 당국의 정치적 종교적 영향 하에 로잔(Lausanne)에서 종교개혁이 공식적으로 이루어졌다. 베른은 주네브와 동맹하여 사부아 공국 및 프랑스 왕국의 로마교 세력이 스위스 서부 지역에 영향을 미치는 것을 막고자 했다.
파렐은 칼뱅과 함께 1537년 주네브로부터 추방당한다. 두 개혁자가 추진한 개혁의 엄격함이 주네브 정치 세력 일부의 반발을 불러일으켰기 때문이었다. 가톨릭 자유당원들과 재세례파도 이에 가세했다. 주네브 추방 이후 교회의 권징 조항을 승인받는 조건으로 뇌샤텔로 가 남은 생을 뇌샤텔 수석목사로 목회한다. 뇌샤텔은 1542년 2월 권징 조항들을 반대없이 승인했다. 1543년 2월 1일 뇌샤텔에서 목회자협의회를 최초로 세워 매주 목요일 모임을 통해 모든 현안을 다루었고 5월 9일 베른, 제네바와 함께 총회를 소집했다.

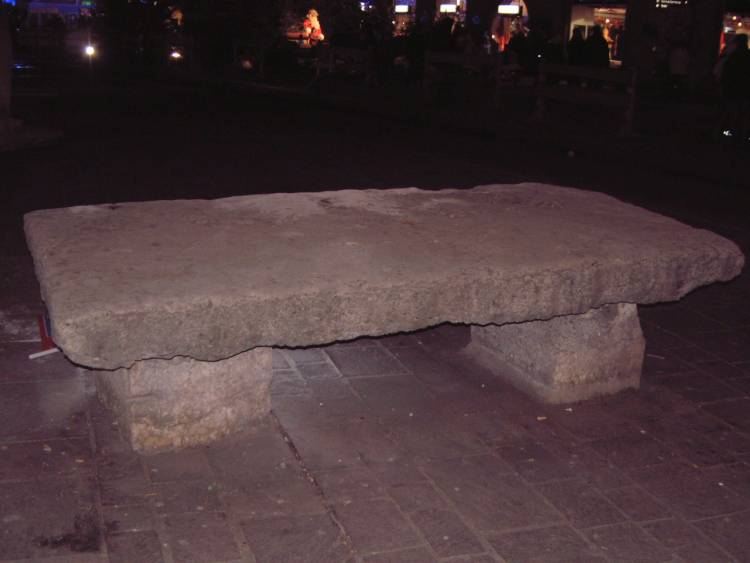
몽벨리아르의 생선 판매 석대

### 스위스 밖에서의 활동

#### 몽벨리아르 설교
1524-25년에 몽벨리아르 영주인 뷔르템베르크의 게오르크 1세(또는 그의 배다른 형 비르템베르크의 울리히 4세)의 초청으로 파렐은 몽벨리아르 주민들에게 종교개혁에 대해 설교하였다. 그가 몽벨리아르에 남긴 흔적은 지금도 발견할 수 있다. 전해지는 바에 따르면 파렐은 덩페르(Denfert) 광장에 있는 생선 판매대 위에 서서 설교했으며, 이 돌 판은 현재 이 도시의 가장 오래된 기념물이다.

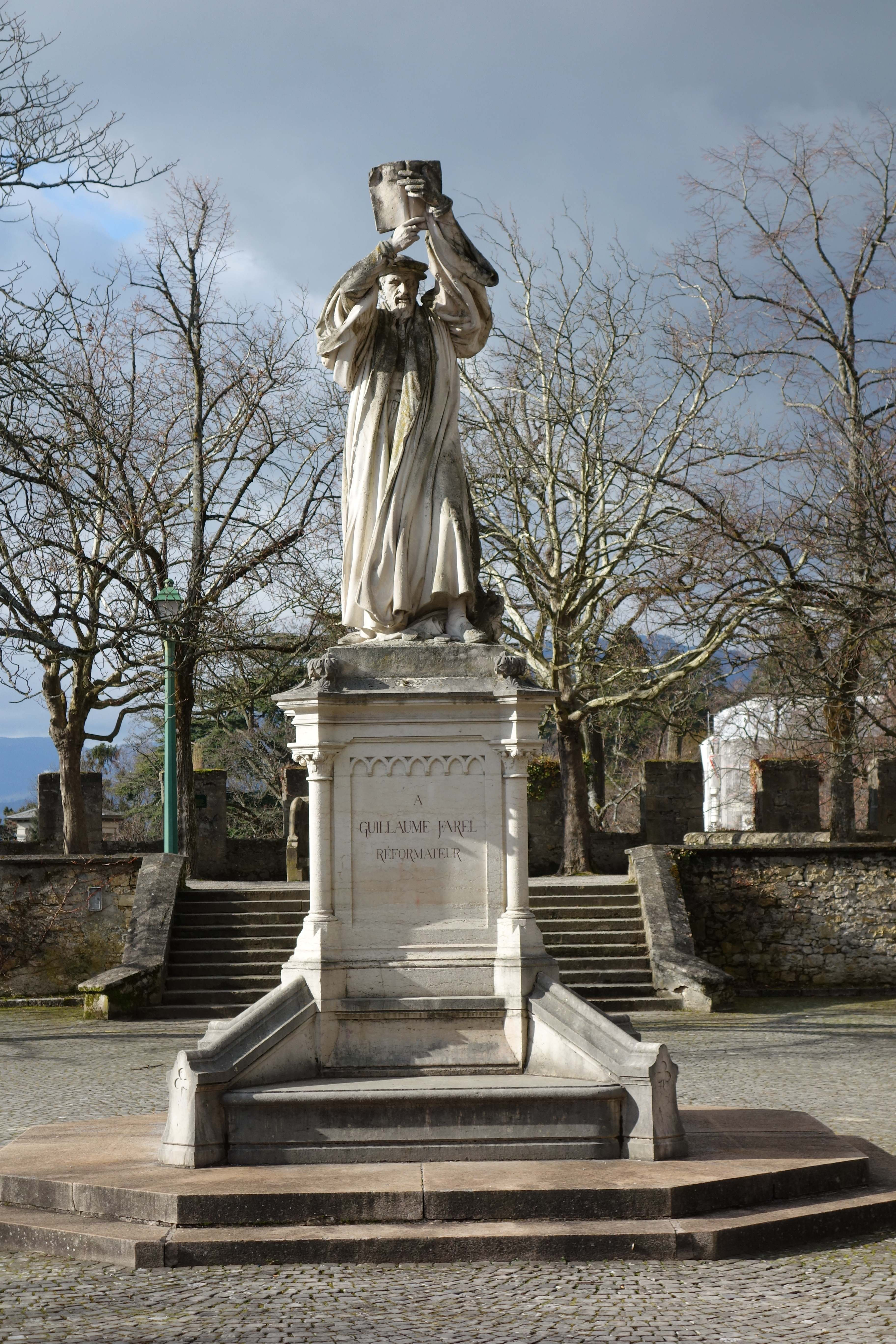
뇌샤텔 콜레지알 광장의 기욤 파렐상

#### 메츠 설교
1542년 파렐은 메츠의 최고행정관이던 로베르 드 외(Robert de Heu)의 초청을 받았다. 로베르 드 외의 가족은 대부분 프로테스탄트였다. 파렐은 메츠 자유시에서 종교개혁 이념을 설교하면서 샤토 드 몽투와에 머물렀고 그곳은 로렌 지방 종교개혁의 대표지가 되었다.

### 파렐의 핵심 교리
행함있는 믿음의 실천: 파렐이 채택한 제네바 신앙고백의 요점은 오직 하나님만 홀로 경배하고 예수 그리스도 외에는 다른 중보자가 없으며, 우리의 사랑으로 우리의 믿음이 인정받아야 한다는 것이다. 우리는 뜨거운 사랑을 가지고 모든 사람에게 진실한 사랑으로 선행을 실천함으로써 하나님께 하나님을 아는 지식을 우리 삶으로 표현해야 한다는 것이다.
두 가지 성례: 첫 번째 성례는 그분의 교회에 들어갈 수 있는 거룩한 상징으로써의 세례이다. 두 번째 성례는 성만찬이다.
구원의 조건은 오직 예수의 피: 파렐의 사역을 통해 알 수 있는 것은 구원받을 수 있는 유일한 조건은 예수 그리스도의 죽음 때문이다.
성경만이 믿음의 횃불: 하나님의 말씀에 동의하지 않는 것은 어떤 것이든 잘못된 것이며 헛된 것으로 여기고 거부했다.

### 말년의 활동과 죽음
1558년 69세의 파렐은 18세의 젊은 처녀와 결혼하고자 함으로써 개혁자들 사이에서 물의와 반대를 불러 일으켰다. 특히 칼뱅은 이 결혼에 반대하였고 결혼식에도 참석하지 않았다. 이로 인해 두 개혁자 사이의 길고 열렬한 우정에는 금이 가고 말았다. 이는 파렐의 성격의 단면을 보여주는 것으로써 그는 어떤 일이건 한 번 결심한 것에 대해서는 양보와 타협이 없었다. 이런 성격은 일생에 걸쳐 결코 식지 않은 개혁에의 열정과 전적인 헌신으로 나타났으며, 1565년 메츠의 개혁 신도들의 요청에 따라 추운 겨울 날씨에 76세의 노구를 이끌고 그들을 돕기 위해 메츠로의 긴 여행을 감행하도록 하였다. 파렐은 이 겨울 여행의 피로로부터 회복하지 못하고 그 해 9월 13일 뇌샤텔에서 눈을 감았다.

### 저술
- 칼뱅 등의 개혁자들과 주고 받은 서신들 (Archives de l'Etat de Neuchâtel)
- Le Glaive de l’Esprit (성령의 검)
- La Sainte Cène du Seigneur (성만찬)
- Le Sommaire (개요)